# 西蒙玻利瓦爾市 (米蘭達州)

西蒙玻利瓦爾市（西班牙語：Municipio Simón Bolívar），是委內瑞拉的一個市，位於該國北部米蘭達州，首府設於聖弗朗西斯科德亞雷，面積131平方公里，海拔高度120米，2011年人口42,803，人口密度每平方公里326.74人。